# Carvalhinho (político)
José Carlos Gomes Carvalho (Santo Antônio da Platina, 8 de junho de 1935 - Curitiba, 30 de setembro de 2003) mais conhecido como Carvalhinho foi um político brasileiro do Paraná, que teve o Partido da Frente Liberal (atual UNIÃO) como sua última agremiação partidária. Exerceu os cargos de suplente de Senador e Secretário de Estado do Paraná, além de ter sido vice-prefeito de Curitiba entre 1993 e 1996.

## Biografia
Filho de José Domingos Marcondes Carvalho e de Josefina Gomes de Carvalho, Carvalhinho nasceu em Santo Antônio da Platina, norte do Paraná.
Se formou em Ciências Jurídicas e Sociais pela Faculdade de Direito de Curitiba em 1959 e em Administração pela FVG. Era casado com Nina Carvalho e tinha dois filhos.

## Política
Em 1987 foi nomeado pelo então governador Alvaro Dias para o cargo de Secretário Estadual da Indústria e Comércio do Paraná, Carvalhinho respondeu pelo até 29 de novembro de 1988.
Nas eleições de 1986, Carvalhinho foi eleito primeiro suplente da candidatura de Affonso Camargo ao senado. Em 1989, com a candidatura de Affonso à presidência, assumiu provisoriamente o cargo.
Com a sucessão de Jaime Lerner na prefeitura de Curitiba, Carvalhinho foi indicado como candidato a vice de Rafael Greca para as eleições de 1992. A chapa foi eleita em primeiro turno.
Em 1994, foi candidato ao senado pelo Paraná pelo PTB, na coligação de Jaime Lerner ao governo. Ficou em 4º lugar tendo 695.887 votos, vencendo apenas no município de Doutor Ulysses.
No dia 1.º de dezembro de 1999 foi nomeado por Jaime Lerner, então governador do Paraná no cargo de Secretário Estadual de Emprego e Relações de Trabalho do Paraná, cargo que respondeu até 11 de abril de 2001.
Se tornou presidente da FIEP em 1995 e vice-presidente da CNI enquanto vice-prefeito de Curitiba. No cargo, foi impulsionador das atividades do SEBRAE e instalou o Projeto Empreender no Paraná. Permaneceu no cargo até 2003, quando elegeu seu aliado Rocha Loures para a continuidade no cargo. Não transferiu oficialmente a Loures, pois foi internado dois dias antes do acontecimento.

## Morte
Carvalhinho morreu em 30 de setembro de 2003. No dia anterior, havia sido internado no Hospital Santa Cruz, em Curitiba, com um quadro grave de infecção, que acabou evoluindo para uma gastroenterite fatal. Foi velado na Câmara Municipal de Curitiba e teve seu corpo cremado.